# STS-110
STS-110 foi uma missão da NASA para a Estação Espacial Internacionalrealizada pelo ônibus espacial Atlantis, cujo principal objetivo foi o de instalar uma peça da estrutura-base da estação (SO Truss) , espinha dorsal do complexo orbital, para acoplamento e instalação de câmeras, radiadores, painéis solares e outros equipamentos de pesquisa e apoio à vida.

## Tripulação
| Posição                  | Astronauta         |
| ------------------------ | ------------------ |
| Comandante               | Michael Bloomfield |
| Piloto                   | Stephen Frick      |
| Especialista de missão 1 | Jerry Ross         |
| Especialista de missão 2 | Steven Smith       |
| Especialista de missão 3 | Ellen Ochoa        |
| Especialista de missão 4 | Lee Morin          |
| Especialista de missão 5 | Rex Walheim        |

## Caminhadas espaciais
|     | Missão       | Astronautas              | Começo                  | Fim                     | Duração     | Tarefa                            |
| --- | ------------ | ------------------------ | ----------------------- | ----------------------- | ----------- | --------------------------------- |
| 35. | STS-110 EVA1 | Steven Smith Rex Walheim | 11 de Abril, 2002 14:36 | 11 de Abril, 2002 22:24 | 7 h, 48 min | Instalar S0 Truss, Módulo Destiny |
| 36. | STS-110 EVA2 | Jerry Ross Lee Morin     | 13 de Abril, 2002 14:09 | 13 de Abril, 2002 21:39 | 7 h, 30 min | Continuar instalação do S0 Truss  |
| 37. | STS-110 EVA3 | Steven Smith Rex Walheim | 14 de Abril, 2002 13:48 | 14 de Abril, 2002 20:15 | 6 h, 27 min | Reconfiguração S0 truss           |
| 38. | STS-110 EVA4 | Jerry Ross Lee Morin     | 16 de Abril, 2002 14:29 | 16 de Abril, 2002 21:06 | 6 h, 37 min | Preparos para instalações futuras |